# I Loved You at Your Darkest
I Loved You at Your Darkest znany w również w skrócie ILYAYD – jedenasty album studyjny zespołu black-deathmetalowego Behemoth. Wydany został 5 października 2018 r. nakładem wytwórni muzycznych Nuclear Blast Records, Metal Blade, Victor Entertainment, EVP Recordings oraz Mystic Production. Nagrodzony Fryderykiem 2019 w kategorii «Album Roku Metal».

## Realizacja
Wyprodukowany przez Behemoth. Nagrań perkusji dokonano w Monochrom Studio w Gniewoszowie, wokale i gitary zostały nagrane w warszawskim studio Sound Division, partie basowe zarejestrowano w Heinrich House Studio. Bębny współprodukował Daniel Bergstrand znany z produkcji dzieł m.in. Meshuggah, In Flames; gitary i wokal Sebastian Has; partie basowe Filip Hałucha. Miksem zajął się Matt Hyde (Slayer, Children of Bodom). Mastering wykonał Tom Baker (Nine Inch Nails, Marilyn Manson). W nagraniach wzięła udział siedemnastoosobowa orkiestra pod dyrekcją Jana Stokłosy, a realizacja nagrań partii symfonicznych miała miejsce w Studio Kamienica (przy teatrze o tej samej nazwie) w Warszawie, pod kierunkiem Tomasza Budkiewicza.

## Promocja
Premierę albumu poprzedził singiel God=Dog, wraz z wideoklipem oraz kolejne teledyski: do utworu „Wolves ov Siberia” oraz „Bartzabel”. Teledyski do utworów „God=Dog” oraz „Bartzabel” zespół wykonał we współpracy z Grupą 13. Z okazji premiery albumu została urządzona objazdowa wystawa Thou art Darkness, ze zdjęciami Sylwii Makris i rzeźbami Tomasza Górnickiego. Do zdjęć pozowała m.in. Melanie Gaydos, modelka znana m.in. z wideoklipu Mein Herz brennt zespołu Rammstein. Część z fotografii znalazła się w oprawie graficznej albumu „I Loved You at Your Darkest” oraz w wideoklipie do utworu „God=Dog”. Fotografie są inspirowane dziełami sztuki, głównie średniowiecznej i nowożytnej. Część z nich stanowi parafrazę m.in. Ołtarza z Isenheim, Objawienia apostoła Piotra przed świętym Piotrem Nolasco, Judyty odcinającej głowę Holofernesowi (wersje Lucasa Cranacha Starszego i Artemisii Gentileschiego), czy Śmierci Jacka Malczewskiego.
20 października 2018 zespół ruszył w trasę koncertową po Stanach Zjednoczonych i Kanadzie jako headliner; w towarzystwie szwedzkiego At the Gates i amerykańskiego zespołu Wolves in the Throne Room. 10 stycznia 2019 planuje się początek trasy europejskiej, w tej samej obsadzie, która ma trwać do 11 lutego 2019.

## Lista utworów
| Nr  | Tytuł utworu                       | Słowa                            | Muzyka      | Długość |
| --- | ---------------------------------- | -------------------------------- | ----------- | ------- |
| 1.  | „Solve (intro)”                    | Utwór instrumentalny             | Adam Darski | 2:04    |
| 2.  | „Wolves ov Siberia”                | Adam Darski                      | Adam Darski | 2:54    |
| 3.  | „God = Dog”                        | Adam Darski                      | Adam Darski | 3:58    |
| 4.  | „Ecclesia Diabolica Catholica”     | Adam Darski                      | Adam Darski | 4:49    |
| 5.  | „Bartzabel”                        | Adam Darski, Krzysztof Azarewicz | Adam Darski | 5:01    |
| 6.  | „If Crucifixion Was Not Enough...” | Adam Darski, Krzysztof Azarewicz | Adam Darski | 3:16    |
| 7.  | „Angelvs XIII”                     | Adam Darski                      | Adam Darski | 3:41    |
| 8.  | „Sabbath Mater”                    | Adam Darski                      | Adam Darski | 4:56    |
| 9.  | „Havohej Pantocrator”              | Adam Darski                      | Adam Darski | 6:04    |
| 10. | „Rom 5:8”                          | Adam Darski, Krzysztof Azarewicz | Adam Darski | 4:22    |
| 11. | „We Are the Next 1000 Years”       | Adam Darski                      | Adam Darski | 3:23    |
| 12. | „Coagvla (outro)”                  | Utwór instrumentalny             | Adam Darski | 2:04    |
|     |                                    |                                  |             | 46:32   |

| Utwór dodatkowy – edycja japońska | Utwór dodatkowy – edycja japońska | Utwór dodatkowy – edycja japońska | Utwór dodatkowy – edycja japońska | Utwór dodatkowy – edycja japońska |
| Nr                                | Tytuł utworu                      | Słowa                             | Muzyka                            | Długość                           |
| --------------------------------- | --------------------------------- | --------------------------------- | --------------------------------- | --------------------------------- |
| 1.                                | „O Pentagram Ignis”               | Adam Darski                       | Adam Darski                       | 4:49                              |

## Twórcy
| Zespół Behemoth w składzie - Adam „Nergal” Darski – wokal prowadzący, gitara rytmiczna, gitara prowadząca - Tomasz „Orion” Wróblewski – gitara basowa - Zbigniew „Inferno” Promiński – perkusja, instrumenty perkusyjne oraz - Patryk „Seth” Sztyber – gitara rytmiczna, gitara prowadząca Oprawa graficzna - Nicola Samori – okładka - Denis Forkas Kostromitin – oprawa graficzna - Bartek Rogalewicz – oprawa graficzna - Sylwia Makris – zdjęcia, oprawa graficzna Produkcja - Haldor Grunberg, Ignacy Gruszecki, Daniel Bergstrand – produkcja muzyczna (perkusja) - Sebastian Has – produkcja muzyczna (gitary i wokal) - Filip Hałucha – produkcja muzyczna (gitara basowa) - Michał Łapaj – organy - Krzysztof Oloś – sample - Matt Hyde – miksowanie - Tom Baker – mastering - Krzysztof Azarewicz – słowa - Jan Stokłosa – orkiestracje |  | Orkiestra - Sylwia Mróz – altówka - Krzysztof Lenczowski – wiolonczela - Michał Sobuś – kontrabas - Anna Szalińska – flet piccolo - Paulina Mastyło-Falkiewicz – flet piccolo - Seweryn Zaplatyński – flet - Filip Woźniakowski – obój - Waldemar Zarow – klarnet - Ostap Popowicz – trąbka - Paweł Wróblewski – trąbka - Piotr Tchórzewski – Puzon - Karol Gajda – Puzon - Maciej Chyży – puzon basowy - Marek Michalec – waltornia - Igor Szeligowski – waltornia - Gabriel Czopka – waltornia - Wawrzyniec Dramowicz – instrumenty perkusyjne - Tomasz Budkiewicz – realizator dźwięku - Jan Stokłosa – dyrygent |